# O Melhor de 300 Canções
O Melhor de 300 Canções é uma coletânea da banda portuguesa de rock UHF. Editada pela AM.RA Discos em 30 de outubro de 2015 e apresentada no próprio dia com um mini concerto no fórum da Fnac de Almada. O disco foi produzido por António Manuel Ribeiro e masterizado por Rui Dias no estúdio Mister Master (MM) na Costa da Caparica. As misturas finais foram dirigidas por João Martins no estúdio Ponto Zurca, em Almada.
O Melhor de 300 Canções celebra o trigésimo sétimo aniversário dos UHF, que se assinala no mês de novembro, e inclui 37 temas distribuídos por dois discos. O primeiro disco, “O Rock”, reúne 20 singles de sucesso, enquanto que o segundo, intitulado “E O Roll”, completa este trabalho com mais 16 êxitos e o inédito "Soube Sempre Que Eras Tu". Trata-se da primeira coletânea global do grupo sem qualquer impedimento de utilização das canções editadas pela extinta Rádio Triunfo, embora apenas em canções regravadas ao vivo. São apresentadas vinte e duas gravações originais, duas regravações de clássicos e treze temas ao vivo. Destacam-se a recuperação de vários temas para o formato disco compacto, caso de "Puseste o Diabo em Mim" (1984), regravado em estúdio em 2015 e que serviu de single-video de apresentação da coletânea, e de "Era de Noite e Levaram", versão rock da canção de José Afonso disponível por descarga digital em 2014.

## Antecedentes e desenvolvimento
Com o fantástico registo de mais de 300 canções editadas ao longo da carreira, os UHF iniciaram em outubro de 2015 a digressão intitulada “UHF 300 canções”. São três centenas de inéditos que a banda resolveu comemorar com a edição de um trabalho que reunisse os melhores temas selecionados pelos fãs ao longo dos anos. A data do lançamento recaiu em 30 de outubro de 2015, pelo facto de se comemorarem os 35 anos do lançamento do single "Cavalos de Corrida" (1980), canção génese do rock português, e os 37 anos de carreira dos UHF. Com um considerável percurso de estrada, vários discos e livros editados, António Manuel Ribeiro relembrou: "Às vezes penso e parece que foi ontem. Nos últimos tempos temos feito muitas entrevistas e há coisas que nos vêm à memória e que me fazem rir. Olho para trás e sorrio". O líder da banda referiu:
| “ | Tudo se conjugou para este ano conseguirmos fazer a nossa coletânea global, onde estão reunidos os nossos maiores sucessos. | ” |

A Sociedade Portuguesa de Autores atribuiu a prestigiada “Medalha de Honra da SPA” a António Manuel Ribeiro pelos 37 anos de carreira ininterrupta, e aos seus UHF, numa cerimónia realizada no dia anterior, 29 de outubro, no auditório Maestro Frederico de Freitas, em Lisboa. A perfeita relação entre a sonoridade rock dos UHF e a qualidade poética do líder e compositor da banda, ficou enaltecida no discurso solene que marcou a entrega da medalha: "António Manuel Ribeiro nunca abdica do profissionalismo (...) Sabe o que é preciso juntar para que as pessoas saibam ouvir o Grândola Vila Morena com os ouvidos de hoje. É um homem lúcido, resistente e cuja qualidade poética tem vindo a melhorar de disco para disco", foram as palavras de José Jorge Letria, presidente da cooperativa que gere o direito de autor.

## Letras e temas
Os clássicos "Cavalos de Corrida" e "Puseste o Diabo em Mim" foram regravados em estúdio, em 2015, para adquirirem uma nova roupagem. O primeiro aborda a vida brutal das pessoas de todos os dias, a rotina veloz casa-trabalho, um tema sempre atual, enquanto o segundo é uma canção provocante, que fala da imaginação à solta do platonismo por uma professora, e que foi atualizado, em 2015, a uma nova ordem desportiva e radical da nova geração na prática do skate. Das faixas ao vivo destaque para a inclusão dos clássicos "Persona Non grata", "Um Mau Rapaz" e "Devo Eu", que anteriormente estavam bloqueados pela Movieplay, detentora do espólio da extinta Rádio Triunfo. Os dois primeiros temas foram inspirados nas turbulências e conflitos internos na banda, no final de 1982, de que resultou o princípio do desmembramento da formação inicial, enquanto que o místico "Devo Eu", fala da atração fatal entre o autor e sua Musa inspiradora, sob o olhar atento dos poetas do romantismo.

Passei demasiado tempo sozinho

À espera de um sonho perfeito,

Muitas vezes no luxo mendigo

Escolhi o caminho mais estreito.

Não sei por que espero por ti

Porque consagro novas disciplinas,

Que enchem o mundo só para mim

Nesta casa de sombras e cinzas.

Soube sempre que eras tu

A mulher do meu destino,

Uma mulher como tu

Uma luz no meu caminho.

Fingi que o tempo estava comigo

E ele não parava de gargalhar,

Adiar o que mexe comigo

É perder o que está a passar.

Soube sempre que eras tu

A mulher do meu destino,

Uma mulher como tu

Uma luz no meu caminho.

—António Manuel Ribeiro.
Também tocado ao vivo, "Jorge Morreu", é o primeiro tema do rock português que fala das drogas duras, dos negócios envolventes e da morte prematura, sendo o extended play homónimo de 1979, o primeiro registo discográfico dos UHF. As 22 gravações originais completam o vasto repertório selecionado para esta coletânea, onde se incluí, por exemplo, as inevitáveis canções de amor, como "Matas-me Com o Teu Olhar", que foi um mega sucesso na rádio, em 2005, e um vulcão emocional do palco para o público, e o inédito "Soube Sempre Que Eras Tu". A canção "O Vento Mudou", imortalizada por Eduardo Nascimento em 1967 no Festival RTP da Canção, foi recriada em 2010 pelos UHF em versão rock. As canções de combate social "A Minha Geração" e "Vernáculo (para um homem comum)" – com grande impacto na sociedade portuguesa – são fortes críticas a vários aspetos políticos e sociais, com especial relevo para a falta de ética e seriedade dos governantes portugueses e de toda a classe política. Seguindo a linha da intervenção, o tema de José Afonso "Era de Noite e Levaram", foi musicalmente atualizado em 2014 para a celebração dos 40 anos da Revolução de 25 de Abril de 1974. A canção refere as perseguições da polícia política (PIDE) nas noites arbitrárias do fascismo, regime político que vigorou em Portugal durante 41 anos sem interrupção. Desse tempo fica o registo da arte da canção e da poesia, a coragem dos cantores perseguidos, aprisionados, com os discos censurados e os espetáculos proibidos, com refere António Manuel Ribeiro: "Para dizer aos mais novos que o 25 de Abril não foi assim há tanto tempo, apesar do tempo que passou, maior que a sua idade. Por que cada feriado nacional tem uma história (...) Por isso a gravámos. Porque da música séria nasce a alegria da vida."

## Lista de faixas
Disco duplo composto por 37 faixas sendo 24 em versão padrão e 13 tocadas ao vivo. António Manuel Ribeiro partilha a composição dos temas "Puseste o Diabo em Mim" e "Matas-me Com o Teu Olhar", respetivamente, com Carlos Jorge e Miguel Fernandes. Partilha ainda com Renato Gomes a composição dos clássicos "Cavalos de Corrida", "Rapaz Caleidoscópio" e "Devo Eu". O tema "O Vento Mudou" é da autoria de João Magalhães Pereira e Nuno Nazareth Fernandes, enquanto que "Era de Noite e Levaram" foi composto por Luís de Andrade e José Afonso. As restantes faixas são da autoria de António Manuel Ribeiro.[carece de fontes?]
| CD1 – O Rock |                                  |                                      |                     |         |  |
| N.º          | Título                           | Compositor(es)                       | Ano de gravação     | Duração |  |
| 1.           | "Puseste o Diabo em Mim"         | António M. Ribeiro/ Carlos Jorge     | (1984) Estúdio 2015 | 3:42    |  |
| 2.           | "Cavalos de Corrida"             | António M. Ribeiro/ Renato Gomes     | (1980) Estúdio 2015 | 3:27    |  |
| 3.           | "Matas-me Com o Teu Olhar"       | António M. Ribeiro/ Miguel Fernandes | 2005                | 3:05    |  |
| 4.           | "Os Putos Vieram Divertir-se"    | António M. Ribeiro                   | (2003) Ao vivo 2006 | 3:20    |  |
| 5.           | "Persona Non Grata"              | António M. Ribeiro                   | (1982) Ao vivo 2013 | 3:08    |  |
| 6.           | "Menina Estás à Janela"          | Popular                              | (1993) Ao vivo 2006 | 2:46    |  |
| 7.           | "Um Mau Rapaz"                   | António M. Ribeiro                   | (1982) Ao vivo 2013 | 3:23    |  |
| 8.           | "Jorge Morreu"                   | António M. Ribeiro                   | (1979) Ao vivo 2013 | 3:37    |  |
| 9.           | "Nove Anos"                      | António M. Ribeiro                   | 1988                | 3:59    |  |
| 10.          | "Quando (dentro de ti)"          | António M. Ribeiro                   | 1998                | 3:02    |  |
| 11.          | "Menino (canção da Beira Baixa)" | Popular                              | 2007                | 3:32    |  |
| 12.          | "Quero Entrar em Tua Casa"       | António M. Ribeiro                   | 2010                | 4:16    |  |
| 13.          | "Hesitar"                        | António M. Ribeiro                   | 1989                | 4:20    |  |
| 14.          | "Um Copo Contigo"                | António M. Ribeiro                   | (1993) Ao vivo 2006 | 3:04    |  |
| 15.          | "Devo Eu"                        | António M. Ribeiro/ Renato Gomes     | (1983) Ao vivo 2006 | 3:10    |  |
| 16.          | "Sarajevo (verão 92)"            | António M. Ribeiro                   | (1993) Ao vivo 2006 | 4:13    |  |
| 17.          | "O Vento Mudou"                  | João M. Pereira/ Nuno N. Fernandes   | 2010                | 2:29    |  |
| 18.          | "Fogo (tanto me atrais)"         | António M. Ribeiro                   | 1989                | 4:23    |  |
| 19.          | "Rua do Carmo"                   | António M. Ribeiro                   | (1981) Ao vivo 2006 | 3:57    |  |
| 20.          | "Rapaz Caleidoscópio"            | António M. Ribeiro/ Renato Gomes     | (1981) Ao vivo 2013 | 6:21    |  |

| CD2 – E O Roll |                                      |                              |                     |         |  |
| N.º            | Título                               | Compositor(es)               | Ano de gravação     | Duração |  |
| 1.             | "Soube Sempre Que Eras Tu" (inédito) | António M. Ribeiro           | 2015                | 4:59    |  |
| 2.             | "Estou de Passagem"                  | António M. Ribeiro           | (1982) Ao vivo 2013 | 4:52    |  |
| 3.             | "A Minha Geração"                    | António M. Ribeiro           | 2013                | 4:08    |  |
| 4.             | "Uma Palavra Tua"                    | António M. Ribeiro           | 1999                | 3:07    |  |
| 5.             | "Na Tua Cama"                        | António M. Ribeiro           | 1988                | 4:40    |  |
| 6.             | "O Tempo é Meu Amigo"                | António M. Ribeiro           | 2009                | 4:08    |  |
| 7.             | "Dança Comigo (até o Sol nascer)"    | António M. Ribeiro           | 1999                | 3:46    |  |
| 8.             | "Viver Para Te Ver"                  | António M. Ribeiro           | 2010                | 4:21    |  |
| 9.             | "Foge Comigo Maria"                  | António M. Ribeiro           | (1996) Ao vivo 2006 | 3:39    |  |
| 10.            | "Brincar no Fogo"                    | António M. Ribeiro           | 1991                | 3:03    |  |
| 11.            | "Ferir Até à Dor"                    | António M. Ribeiro           | 1988                | 3:44    |  |
| 12.            | "A Lágrima Caiu"                     | António M. Ribeiro           | (2003) Ao vivo 2008 | 4:31    |  |
| 13.            | "Amélia Recruta"                     | António M. Ribeiro           | 1990                | 4:40    |  |
| 14.            | "Sonhos na Estrada de Sintra"        | António M. Ribeiro           | 1988                | 6:25    |  |
| 15.            | "Toca-me"                            | António M. Ribeiro           | 1994                | 4:15    |  |
| 16.            | "Vernáculo (para um homem comum)"    | António M. Ribeiro           | 2013                | 10:11   |  |
| 17.            | "Era de Noite e Levaram"             | Luís de Andrade/ José Afonso | 2014                | 2:31    |  |
| Duração total: | Duração total:                       | Duração total:               | Duração total:      | 2:44:24 |  |

## Desempenho comercial
O Melhor de 300 Canções alcançou diretamente a 7ª posição na tabela nacional de vendas, na qual permaneceu uma semana, para depois descer ao 27º lugar no decorrer da segunda semana.

## Créditos
Lista-se abaixo os profissionais envolvidos na elaboração de O Melhor de 300 Canções, de acordo com o encarte do disco compacto.[carece de fontes?]
| Músicos - António Manuel Ribeiro: vocal e guitarra - António Côrte-Real: guitarra - Luís 'Cebola' Simões: baixo e vocal de apoio - Ivan Cristiano: bateria e vocal de apoio | Produção - António Manuel Ribeiro: Produção - João Martins: Gravação e misturas - Rui Dias: Masterização - Catarina Tavares: Conceção da capa |